# 青森県専修学校一覧
青森県専修学校一覧（あおもりけんせんしゅうがっこういちらん）は、青森県の専修学校の一覧。

## 公立専修学校
文部科学省Webサイト内「公立専修学校一覧」より

### 青森市
- 青森市立高等看護学院

### 八戸市
- 八戸市立高等看護学院

### 五所川原市
- 五所川原市立高等看護学院

### 上北郡
- 青森県営農大学校

## 私立専修学校

### 青森市
- 青森中央文化専門学校
- 青森中央経理専門学校
- 青森歯科医療専門学校

- 青森県ビューティー&メディカル専門学校
- 東奥保育・福祉専門学院
- 青森ビジネス専門学校

### 弘前市
- 東北栄養専門学校
- 青森県ヘアアーチスト専門学校
- 弘前厚生学院
- サンモードスクールオブデザイン

- 独立行政法人国立病院機構弘前病院附属看護学校
- 弘前市医師会看護専門学校
- S.K.K.情報ビジネス専門学校

### 八戸市
- 八戸社会福祉専門学校（募集停止）
- 八戸ドレメ専門学校（休校中）
- 専門学校アレック情報ビジネス学院

- 八戸保健医療専門学校
- 八戸理容美容専門学校
- 八戸看護専門学校

### 黒石市
- モーリ技芸専門学校（休校中）
- 一般財団法人双仁会厚生看護専門学校

### 三戸郡
- 東北メディカル学院（五戸町）